# Bagheera (rodzaj)
Bagheera – rodzaj pająków z rodziny skakunowatych (Salticidae). Został nazwany w 1896 roku przez George’a i Elizabeth Peckhamów. Obejmuje gatunki, których zasięg występowania obejmuje Amerykę Północną. Do rodzaju Bagheera należą cztery gatunki – występująca na terenie Meksyku i Gwatemali Bagheera kiplingi, będąca gatunkiem typowym, żyjąca w Stanach Zjednoczonych i Meksyku Bagheera prosper, Bagheera motagua, także występująca w Gwatemali, oraz Bagheera laselva z Kostaryki. Należąca do tego rodzaju Bagheera kiplingi jest jedynym znanym pająkiem odżywiającym się roślinami.